# Тенис у колицима на Летњим параолимпијским играма
Тенис у инвалидским колицима се први пут такмичио на Љетњим параолимпијским играма као показни спорт 1988. године, са два такмичења (сингл за мушкарце и жене). Постао је званичан спорт за доделу медаља 1992. године и од тада се такмичио на свим Љетњим параолимпијским играма. Четири такмичења су одржана од 1992. до 2000. године, са четверцима (мјешовити парови) појединачно и у пару доданим 2004. године.

## Преглед дешавања
| Олимпијске игре | Година | Догађаји | Најбоља репрезентација |
| --------------- | ------ | -------- | ---------------------- |
| 1               |        |          |                        |
| 2               |        |          |                        |
| 3               |        |          |                        |
| 4               |        |          |                        |
| 5               |        |          |                        |
| 6               |        |          |                        |
| 7               |        |          |                        |
| 8               | 1988   | 2        | Холандија              |
| 9               | 1992   | 4        | Холандија              |
| 10              | 1996   | 4        | Холандија              |
| 11              | 2000   | 4        | Холандија              |
| 12              | 2004   | 6        | Холандија              |
| 13              | 2008   | 6        | Холандија              |
| 14              | 2012   | 6        | Холандија              |
| 15              | 2016   | 6        | Холандија              |
| 16              | 2020   | 6        | Холандија              |
| 17              | 2024   | 6        | Јапан                  |

## Дисциплине
На свакој Параолимпији такмичи се шест дисциплина. На Параолимпијским играма 1988. године, када је то био показни спорт, одржани су само мушки и женски тенис појединачно. Њима су се придружили мушки и женски парови четири године касније када је спорт постао званичан догађај. У 2004. години додата су два нова догађаја са квадриплегијом (као такви су познати и као "квад" догађаји) и за разлику од осталих догађаја, они су мјешовити. Али до Игара 2020. само две жене су се такмичиле у овој дисциплини, Холанђанка Моник де Бер и Канађанка Сара Хантер, обје су се такмичиле 2004. и 2008. године. Међутим, Холанђанка је и даље једина жена која је освојила медаљу на Параолимпијским играма, а то је бронза у дублу 2004. године.
Актуелни догађаји
- Мушкарци појединачно
- Мушки парови
- Жене појединачно
- Женски парови
- Куад појединачно
- Куад парови

## Укупан резиме медаља
| Позиција    | Држава                    | Злато | Сребро | Бронза | Укупно |
| ----------- | ------------------------- | ----- | ------ | ------ | ------ |
| 1           | Холандија                 | 25    | 18     | 14     | 57     |
| 2           | Јапан                     | 7     | 3      | 6      | 16     |
| 3           | Сједињене Америчке Државе | 6     | 7      | 6      | 19     |
| 4           | Француска                 | 6     | 4      | 7      | 17     |
| 5           | Аустралија                | 5     | 7      | 3      | 15     |
| 6           | Уједињено Краљевство      | 4     | 11     | 8      | 23     |
| 7           | Шведска                   | 1     | 2      | 0      | 3      |
| 8           | Израел                    | 1     | 1      | 3      | 5      |
| 9           | Немачка                   | 0     | 1      | 4      | 5      |
| 10          | Тајланд                   | 0     | 1      | 0      | 1      |
| 11          | Аргентина                 | 0     | 0      | 1      | 1      |
| 11          | Швајцарска                | 0     | 0      | 1      | 1      |
| 11          | Јужноафричка Република    | 0     | 0      | 1      | 1      |
| 11          | Кина                      | 0     | 0      | 1      | 1      |
| 11          | Белгија                   | 0     | 0      | 1      | 1      |
| 11          | Шпанија                   | 0     | 0      | 1      | 1      |
| Укупно (16) | Укупно (16)               | 55    | 55     | 57     | 167    |